# كرواتيا في الألعاب الأولمبية
كرواتيا في الألعاب الأولمبية تعتبر الألعاب الأولمبية من أهم الأحداث الرياضية في كرواتيا ،تقوم اللجنة الأولمبية الكرواتية بالإشراف في شؤون مشاركات كرواتيا في الألعاب الأولمبية، كانت كرواتيا تشارك سابقاً كجزء من النمسا ثم كجزء من يوغوسلافيا، شاركت كرواتيا أول مرة بعد إستقلالها كان في دورة 1992 في برشلونة في إسبانيا، فازت كرواتيا بمشاركاتها في الألعاب الأولمبية الصيفية بمجموع 23 ميدالية منها 6 ميداليات ذهبية و7 فضية و10 برونزية، أكثر الرياضات التي تنافس فيها كرواتيا هي كرة اليد و ألعاب القوى و كرة الماء و الرماية و رفع الأثقال وبدرجة أقل في التجديف و كرة السلة و الجمباز و السباحة و التايكواندو و كرة المضرب.
في الألعاب الأولمبية الشتوية شاركت كرواتيا أول مرة في الألعاب الأولمبية الشتوية 1992 في ألبيرفيل في فرنسا، وتمكنت من الفوز ب11 ميدالية منها 4 ميداليات ذهبية و 6 فضية وبرونزية واحدة وأكثر الرياضات التي تنافس فيها كرواتيا هي التزلج على المنحدرات الجليدية وبدرجة أقل في البياثلون.